# Izland zászlaja

## A mai zászló
A mai hivatalos izlandi lobogót 1915. június 19-én fogadta el a reykjavíki parlament. A zászló kereszt motívuma a dán zászlóból ered. A zászló oldalainak aránya hivatalosan 18:25. A zászló keresztjének vörös színe az ország működő vulkánjait idézi, míg a fehér szín az Izland nagy részét borító havat jelképezi. A háttér kék színe pedig az Atlanti-óceán vizét reprezentálja.

## Története
1380-tól kezdve a szigetország zászlaja megegyezett Dánia lobogójával egészen 1874-ig. Ekkor az izlandi zászló elhagyta a skandináv keresztmotívumot, és kék háttér előtt egy fehér sólyom szerepelt rajta. 1897-ben ismét változott a sziget lobogója, ekkor már visszatért a kereszt is. Az új lobogó sötétkék háttér előtt fehér kereszttel hirdette Izlandot. Ezeket a zászlókat azonban hivatalosan nem fogadták el.

## Egyéb lobogók

Izland norvég uralom előtti zászlaja 930 és 1262 között
A dán uralom idején használt zászló (1795-1846)
Az 1874 és 1897 között használt zászló a fehér sólyommal
A Hvítbláinn, az izlandi republikánusok zászlaja a 20. század elejéről, amely nem terjedt el (a shetlandi zászló alapján született)
1914-ben előterjesztett javaslat
Az 1933 és 1944 között létezett izlandi nacionalista párt, a Flokkur Þjóðernissinna zászlója szvasztikával

## Külső hivatkozások
- Az izlandi zászló története (angol nyelven)
- Izlandi zászlók (izlandi nyelven) Archiválva 2005. november 22-i dátummal a Wayback Machine-ben
- Izland zászlaja a Világ zászlói (Flags of the World) weboldalon